# Месџид у Горњем Которцу
Месџид у Горњем Которцу је окупљачка богомоља Исламске заједнице у Босни и Херцеговини која је изграђена за потребе вјерских обреда муслиманског становништва у овом дијелу општине Источна Илиџа. Месџид је врста богомоље која је постојала у османлијској махали како би становнике у непосредној околини зближила у чвршћу исламску заједницу, као и због свакодневних друштвених и образовних потреба. Овај месџид представља једини муслимански вјерски објекат на територији општина Источна Илиџа и Источно Ново Сарајево, то јесте једини исламски вјерски објекат у градској цјелини Источног Сарајева, док се на територији читавог Града Источно Сарајево налази већи број исламскх богослужбених објеката. Месџид је смјештен у улици Илиџанска у насељу Горњи Которац.

## Историјат
Историја исламских вјерских објеката у Горњем Которцу сеже још до почетка 18. вијека. Которац је село у Сарајевском пољу, а то име носио је тимар од 2.000 акчи у нахији Сарај. Тај је тимар био 1711. на неком Реџебу. Али ту мора да је био и један зијамет који је био у власти бегова Которија, јер је у њиховој власти био читав Горњи и Доњи Которац. У Горњем Которцу била је кула бегова Которија, које су се трагови распознавали још почетком прошлога вијека.

## Данас
Месџид у Горњем Которцу је изграђен почетком 21. вијека, за потребе муслиманског повратничког становништва насеља Горњи и Доњи Которац у општини Источна Илиџа. Према управној подјели Исламске заједнице у Босни и Херцеговини, месџид у Горњем Которцу је дио Џемата Горњи Которац, Меџлиса сарајевског, Муфтијства сарајевског. Џемат Горњи Которац покрива истоимено насеље као и насеље Доњи Которац у општини Источна Илиџа, а при џемату су формирана и два мјесна мезарја.
Новчана средства за одржавање вјерских обреда, као и одржавање самог месџида у великој мјери прилаже и федерална општина Илиџа.
На попису становништва у Републици Српској, који је одржан током 2013. године у двије градске општине града Источног Сарајева, Источној Илиџи и Источном Новом Сарајеву, пописано је 751 припадника муслиманске вјероисповијести.